# リスの大手柄
『リスの大手柄』（リスのおおてがら、原題：The Lone Chipmunks）は、ウォルト・ディズニー・プロダクション（現：ウォルト・ディズニー・カンパニー）が制作したアニメーション短編映画である。チップとデールの短編映画シリーズ第3作。公開は1954年4月7日。

## あらすじ
舞台はアメリカ西部のどこかの街。ピートは今日も街を荒らし、銀行から金を奪い放題だった。そんな中、偶然木の家の入口に貼り付けられたお尋ね者ピートのポスターを見たチップとデール。そこにピートが現れ、チップ達を家から追い出してそこに奪った金を隠してしまう。目の前の男がポスターのお尋ね者であることに気付いたチップとデールは、ピートを懲らしめることに。彼が料理やタバコに興じている隙を見て作戦を実行するも、なかなか懲らしめるには至らず、自分に降りかかる異変に怖がっていたピートもやがて二匹の仕業だと気付き、ここからチップとデールVSピートの戦いが繰り広げられる。
ドタバタの末に、ピートの顔面に彼が作っていた食事ごとフライパンを直撃させノックアウト。シロップをかけて、大量の札束をばらまく二匹。そこへピートを追っていた騎馬警官たちが気絶しているピートを発見し、チップとデールのお手柄だと称する。二匹は白馬に乗って、荒野へと駆けていくのであった。

## スタッフ
- 製作：ウォルト・ディズニー
- 監督：ジャック・キニー
- 作画：エド・アーダル、ジョージ・ニコラス
- エフェクト原画：ダン・マクマナス
- 脚本：ディック・キニー、ミルト・シェーファー
- レイアウト：ソー・パットナム
- 背景：ディック・アンソニー
- 音楽：オリヴァー・ウォレス

## 登場キャラクター
| キャラクター | 原語版               | 旧吹き替え版 | 新吹き替え版 |
| ------------ | -------------------- | ------------ | ------------ |
| チップ       | ジム・マクドナルド   | 土井美加     | 滝沢ロコ     |
| デール       | デジー・フリン       | 後藤真寿美   | 稲葉実       |
| ピート       | ビリー・ブレッチャー | 内田稔       | 大平透       |
| 大尉         | ?                    | 小山武宏     | 塚田正昭     |
| 保安官       | ?                    | 江原正士     | 茶風林       |
| ナレーション | -                    | 土井美加     | -            |

## その他
旧翻訳版のナレーションはピートを「強盗、殺人、やり放題」と解説している。また、所々のシーンでチップとデールの声が入れ替わっている。
劇中でチップとピートが歌っている歌は峠の我が家。旧翻訳版では日本語訳が行われず元の音声のままであった。新翻訳版で日本語訳が行われたが、日本語翻訳版の峠の我が家の歌詞とは異なる。

## 日本での公開

### 収録
- 『猛獣狩行進曲』（VHS、ポニー）
- 「ゆかいな仲間たちチップとデール」

### 放映
- 『ディズニークラシック短編集』 - 不定期